# ThuisKopie Fonds
ThuisKopie Fonds (1991/1993-2007) was een Nederlandse stichting die jaarlijks geld verstrekte aan projecten van sociale en/of culturele aard die de Nederlandse audiovisuele en/of muziekcultuur bevorderden. Het geld was afkomstig van een gedeelte van de wettelijke thuiskopievergoeding die geheven werd op onbespeelde cassette- en videobanden en ander opnamemateriaal.
Het fonds was gevestigd in Amstelveen.

## Opheffing
De minister van Justitie heeft in 2007 in een aanwijzing voor vijf jaar de Stichting de Thuiskopie als organisatie belast met de uitvoering van de Thuiskopie regeling. Enkele verdeelorganisaties binnen de Stichting de Thuiskopie hebben zelf ook een fonds voor sociaal-culturele doelen. Op basis van het besluit van de minister is ervoor gekozen het ThuisKopie Fonds op te heffen in plaats van het fonds van de verdeelorganisaties.